# سید مسعود حسینی (نماینده قروه)
سیدمسعود حسینی (زاده ۱۳۳۷ روستای حاجی آباد سیده قروه)  نماینده اسبق کرد و اهل سنت حوزه انتخابیه قروه و دهگلان در دوره ششم مجلس شورای اسلامی بوده‌ است.

## جستارهای پیوسته
- دوره ششم مجلس شورای اسلامی
- نامه جام زهر